# Briarcliff, Texas
Briarcliff är en ort (village) i Travis County i Texas. Vid 2010 års folkräkning hade Briarcliff 1 438 invånare.